# 道の駅世羅
道の駅世羅（みちのえき せら）は、広島県世羅郡世羅町にある国道432号の道の駅である。隣接して尾道自動車道世羅ICが設けられている。

## 沿革
- 2015年（平成27年）
  - 5月22日 -- 落成式[2]。
  - 5月23日 -- 開駅[2]。
  - 9月18日 -- オリジナル記念きっぷを発行[3]。
- 2016年（平成28年）
  - 4月3日 --- 世羅郡世羅町出身の彫刻家・杭谷一東の代表作「天地花」を設置、完成式典[4]。
- 2018年 (平成30年)
  - 8月17日 -- 中国バスによって、きんさいライナーの運行を開始され、同所に停留所を設置[5]。

## 施設
- 駐車場
  - 普通車 : 63台
  - 大型車 : 10台
  - 身障者用 : 2台
- トイレ
  - 男 : 大 2器、小 5器
  - 女 : 5器
  - 身障者用 : 1器
- 売店 (8:00 - 18:00)
- 軽食 (8:00 - 18:00)
- 情報コーナー (8:00 - 18:00)

### 休館日
- 12月31日

## アクセス
- 国道432号[1] [注 1]
  - 竹原市 - 東広島市河内町 - 三原市大和町（広島県道49号本郷大和線 広島中央フライトロード経由 広島空港・河内IC方面[6]） - 世羅町 本郷交差点（国道184号） - 道の駅世羅（世羅IC） - 府中市上下町 - 庄原市方面
- E54 尾道自動車道 世羅インターチェンジ すぐ
  - 尾道JCT（山陽自動車道） - 尾道北IC - 世羅IC（道の駅世羅） - 甲奴IC - 吉舎IC - 三良坂IC - 三次東JCT（三次東IC / 松江自動車道 / 中国自動車道方面）
- 国道184号（世羅町 本郷交差点から国道432号経由）
  - 尾道市 - 尾道市御調町 - 世羅町 本郷交差点（国道432号） - 三次市吉舎町 - 三次市三良坂町 - 三次市方面

- 高速バス ピースライナー（中国バス・広島交通）
  - 広島バスセンター - 新白島駅 - 不動院 - 中筋駅 - 高坂BS - 公立世羅中央病院南 - 甲山営業所 - 道の駅世羅 - 三川局前 - 矢野温泉 - 上下駅前 - 甲奴駅前
- 高速バス きんさいライナー 道の駅世羅で下車（運休中）